# Vogelfreistätte Graureiherkolonie bei Kleinschwarzach
Das Naturschutzgebiet Vogelfreistätte Graureiherkolonie bei Kleinschwarzach liegt im Landkreis Deggendorf und im Landkreis Straubing-Bogen in Niederbayern.
Das Gebiet erstreckt sich westlich und nordwestlich von Kleinschwarzach, einem Ortsteil der Gemeinde Offenberg, entlang des Sulzbaches. Südlich verläuft die DEG 15 und fließt die Donau. Unweit westlich fließt die Schwarzach, nordöstlich verläuft die A 3.

## Bedeutung
Das rund 63 ha große Gebiet mit der Nr. NSG-00338.01 wurde im Jahr 1988 unter Naturschutz gestellt. Dabei entfallen auf den Landkreis Deggendorf 27,29 ha und auf den Landkreis Straubing-Bogen 35,78 ha.